# 太政大臣列表
本列表列出日本歷代的太政大臣，原則上根據《公卿補任》列出，酌情參考其他的資料訂正（以下日期皆為陰曆）。
| 名                               | 就任                                    | 離任 （※死亡當天的日期標記）          | 在任時天皇         | 備註                                                  |
| -------------------------------- | --------------------------------------- | ------------------------------------- | ------------------ | ----------------------------------------------------- |
| 大宝令以前的太政大臣             |                                         |                                       |                    |                                                       |
| 大友皇子                         | 天智天皇10年1月5日 （671年2月19日）     | 天智天皇10年12月3日 （672年1月7日）   | 天智               | 皇位繼承（稱制）                                      |
| 高市皇子                         | 持統天皇4年7月5日 （690年8月15日）      | 持統天皇10年7月10日※ （696年8月13日） | 持統               |                                                       |
| 依據大宝令・養老令任命的太政大臣 |                                         |                                       |                    |                                                       |
| 惠美押勝 （藤原仲麻呂）          | 天平宝字4年1月4日 （760年1月26日）      | 天平宝字8年9月11日 （764年10月10日）  | 淳仁               | 太師 孝謙上皇因為謀反而解官                           |
| 道鏡                             | 天平神護元年閏10月2日 （765年11月19日） | 天平神護2年10月20日 （766年11月26日） | 稱德               | 太政大臣禪師 因就任法王而離任                         |
| 藤原良房                         | 齊衡4年2月19日 （857年3月18日）         | 貞觀14年9月2日※ （872年10月7日）      | 文德、清和         | 清和天皇元服加冠 封國美濃國、謚號忠仁公               |
| 藤原基經                         | 元慶4年12月4日 （881年1月7日）          | 寬平3年1月13日※ （891年2月24日）      | 陽成、光孝、宇多   | 陽成天皇元服加冠 封國越前國、謚號昭宣公               |
| 藤原忠平                         | 承平6年8月19日 （936年9月7日）          | 天曆3年8月14日※ （949年9月9日）       | 朱雀、村上         | 朱雀天皇元服加冠 封國信濃國、謚號貞信公               |
| 藤原實賴                         | 康保4年12月13日 （968年1月15日）        | 天祿元年5月18日※ （970年6月24日）     | 冷泉、円融         | 封國尾張國、謚號清慎公                                |
| 藤原伊尹                         | 天祿2年11月2日 （971年11月22日）        | 天祿3年11月1日※ （972年12月9日）      | 圓融               | 圓融天皇元服加冠 封國三河國、謚號謙德公               |
| 藤原兼通                         | 天延2年2月28日 （974年3月24日）         | 貞元2年11月8日※ （977年12月20日）     | 圓融               | 封國遠江國、謚號忠義公                                |
| 藤原賴忠                         | 貞元3年10月2日 （978年11月5日）         | 永延3年6月26日※ （989年7月31日）      | 圓融、花山、一条   | 封國駿河國、謚號廉義公                                |
| 藤原兼家                         | 永祚元年12月20日 （990年1月19日）       | 永祚2年5月5日 （990年5月31日）        | 一条               | 一条天皇元服加冠                                      |
| 藤原為光                         | 正曆2年9月7日 （991年10月17日）         | 正曆3年6月16日※ （992年7月18日）      | 一条               | 封國相模國、謚號恒徳公                                |
| 藤原道長                         | 寬仁元年12月4日 （1017年12月24日）      | 寬仁2年2月9日 （1018年2月27日）       | 後一条             | 後一条天皇元服加冠                                    |
| 藤原公季                         | 治安元年7月25日 （1021年9月4日）        | 長元2年10月17日※ （1029年11月25日）   | 後一条             | 封國甲斐國、謚號仁義公                                |
| 藤原賴通                         | 康平4年12月13日 （1062年1月26日）       | 康平5年9月2日 （1062年10月7日）       | 後冷泉             |                                                       |
| 藤原教通                         | 延久2年3月23日 （1070年4月6日）         | 延久3年8月10日 （1071年9月6日）       | 後三条             |                                                       |
| 藤原信長                         | 承曆4年8月14日 （1080年8月31日）        | 寬治2年11月23日 （1089年1月7日）      | 白河、堀河         |                                                       |
| 藤原師實                         | 寛治2年12月14日 （1089年1月28日）       | 寛治3年4月25日 （1089年6月6日）       | 堀河               | 堀河天皇元服加冠                                      |
| 藤原忠實                         | 天永3年12月14日 （1113年1月3日）        | 天永4年4月14日 （1113年5月30日）      | 鳥羽               | 鳥羽天皇元服加冠                                      |
| 源雅實                           | 保安3年12月17日 （1123年1月16日）       | 天治元年7月7日 （1124年8月18日）      | 鳥羽、崇德         |                                                       |
| 藤原忠通                         | 大治3年12月17日 （1129年1月9日）        | 大治4年4月10日 （1129年4月30日）      | 崇德               | 崇德天皇元服加冠                                      |
| 藤原忠通 （還任）                | 久安5年10月25日 （1149年11月26日）      | 久安6年3月13日 （1150年4月12日）      | 近衛               | 近衛天皇元服加冠                                      |
| 三條實行                         | 久安6年8月21日 （1150年9月13日）        | 保元2年8月9日 （1157年9月14日）       | 近衛、後白河       |                                                       |
| 藤原宗輔                         | 保元2年8月19日 （1157年9月24日）        | 永曆元年7月20日 （1160年8月23日）     | 後白河、二条       |                                                       |
| 藤原伊通                         | 永曆元年8月11日 （1160年9月12日）       | 長寛3年2月3日 （1165年3月16日）       | 二条               |                                                       |
| 平清盛                           | 仁安2年2月11日 （1167年3月4日）         | 仁安2年5月17日 （1167年6月13日）      | 六条               |                                                       |
| 藤原忠雅                         | 仁安3年8月10日 （1168年9月13日）        | 嘉應2年6月6日 （1170年7月21日）       | 高倉               |                                                       |
| 松殿基房                         | 嘉應2年12月14日 （1171年1月21日）       | 嘉應3年4月20日 （1171年5月26日）      | 高倉               | 高倉天皇元服加冠                                      |
| 藤原師長                         | 安元3年3月5日 （1177年4月5日）          | 治承3年11月17日 （1179年12月17日）    | 高倉               | 平清盛政變被解官、流配                                |
| 九条兼實                         | 文治5年12月14日 （1190年1月21日）       | 建久元年4月19日 （1190年5月24日）     | 後鳥羽             | 後鳥羽天皇元服加冠                                    |
| 藤原兼房                         | 建久2年3月28日 （1191年4月23日）        | 建久7年12月9日 （1196年12月30日）     | 後鳥羽             |                                                       |
| 藤原賴實                         | 正治元年6月22日 （1199年7月16日）       | 元久元年12月7日 （1204年12月29日）    | 土御門             |                                                       |
| 九條良經                         | 元久元年12月14日 （1205年1月5日）       | 元久2年4月27日 （1205年5月17日）      | 土御門             | 土御門天皇元服加冠                                    |
| 藤原賴實 （還任）                | 承元2年12月17日 （1209年1月24日）       | 承元3年1月21日 （1209年2月26日）      | 土御門             | 皇太子（順徳天皇）元服加冠                            |
| 三條公房                         | 建保6年10月9日 （1218年10月29日）       | 承久3年12月20日 （1222年2月2日）      | 順徳、仲恭、後堀河 |                                                       |
| 近衛家實                         | 承久3年12月20日 （1222年2月2日）        | 承久4年4月10日 （1222年5月22日）      | 後堀河             | 後堀河天皇元服加冠                                    |
| 西園寺公經                       | 貞應元年8月13日 （1222年9月19日）       | 貞應2年4月2日 （1223年5月3日）        | 後堀河             |                                                       |
| 九條良平                         | 嘉禎4年7月20日 （1238年8月31日）        | 曆仁2年1月19日 （1239年2月24日）      | 四条               |                                                       |
| 近衛兼經                         | 仁治元年12月14日 （1241年1月27日）      | 仁治2年12月20日 （1242年1月22日）     | 四条               | 四条天皇元服加冠                                      |
| 西園寺實氏                       | 寬元4年3月4日 （1246年3月29日）         | 寬元4年12月9日 （1247年1月17日）      | 後深草             |                                                       |
| 久我通光                         | 寛元4年12月24日 （1247年2月1日）        | 寶治2年1月17日 （1248年2月13日）      | 後深草             |                                                       |
| 鷹司兼平                         | 建長4年11月3日 （1252年12月5日）        | 建長5年11月8日 （1253年11月30日）     | 後深草             | 後深草天皇元服加冠                                    |
| 德大寺實基                       | 建長5年11月24日 （1253年12月16日）      | 建長6年2月11日 （1254年3月1日）       | 後深草             |                                                       |
| 西園寺公相                       | 弘長元年12月15日 （1262年1月7日）       | 弘長2年7月2日 （1262年7月19日）       | 亀山               |                                                       |
| 花山院通雅                       | 建治元年8月27日 （1275年9月18日）       | 建治2年3月29日 （1276年4月14日）      | 後宇多             |                                                       |
| 鷹司兼平 （還任）                | 建治2年12月14日 （1277年1月19日）       | 建治3年4月26日 （1277年5月30日）      | 後宇多             | 後宇多天皇元服加冠                                    |
| 鷹司基忠                         | 弘安8年4月25日 （1285年5月30日）        | 弘安10年8月13日 （1287年9月21日）     | 後宇多             |                                                       |
| 堀川基具                         | 正應2年8月29日 （1289年9月15日）        | 正應3年3月15日 （1290年4月25日）      | 伏見               |                                                       |
| 西園寺實兼                       | 正應4年12月25日 （1292年1月6日）        | 正應5年12月28日 （1293年2月5日）      | 伏見               |                                                       |
| 洞院公守                         | 正安元年6月2日 （1299年6月30日）        | 正安元年10月13日 （1299年11月7日）    | 後伏見             |                                                       |
| 二條兼基                         | 正安元年11月21日 （1299年12月14日）     | 正安2年4月19日 （1300年5月8日）       | 後伏見             | 後伏見天皇元服加冠                                    |
| 土御門定實                       | 正安3年6月2日 （1301年7月8日）          | 正安4年7月 （1302年7月）              | 後二条             |                                                       |
| 德大寺公孝                       | 乾元元年11月22日 （1302年12月11日）     | 嘉元2年3月13日 （1304年4月18日）      | 後二条             |                                                       |
| 一條實家                         | 嘉元4年12月6日 （1307年1月10日）        | 延慶2年10月15日 （1309年11月21日）    | 後二条、花園       |                                                       |
| 大炊御門信嗣                     | 延慶2年10月15日 （1309年11月21日）      | 延慶3年12月15日 （1311年1月5日）      | 花園               |                                                       |
| 鷹司冬平                         | 延慶3年12月15日 （1311年1月5日）        | 延慶4年4月24日 （1311年5月13日）      | 花園               | 花園天皇元服加冠                                      |
| 三條實重                         | 文保2年8月24日 （1318年9月19日）        | 元應元年10月18日 （1319年11月30日）   | 後醍醐             |                                                       |
| 久我通雄                         | 元應元年10月18日 （1319年11月30日）     | 元亨3年5月2日 （1323年6月6日）        | 後醍醐             |                                                       |
| 鷹司冬平 （還任）                | 元亨3年11月9日 （1323年12月7日）        | 嘉曆2年1月19日※ （1327年2月11日）     | 後醍醐             |                                                       |
| 今出川兼季                       | 正慶元年11月8日 （1332年11月26日）      | 正慶2年5月17日 （1333年6月29日）      | 光嚴               | 因光嚴天皇被廢，此職位一併被裁撤                      |
| 久我長通                         | 曆應3年12月27日 （1341年1月15日）       | 曆應5年2月29日 （1342年4月5日）       | 光明               |                                                       |
| 洞院公賢                         | 貞和4年10月22日 （1348年11月13日）      | 觀應元年3月18日 （1350年4月25日）     | 光明、崇光         |                                                       |
| 久我長通 （南朝）                | 正平6年12月 （1352年1月）               | 正平7年 （1352年）                    | 後村上             | 正平一統に伴う任官                                    |
| 洞院公賢 （南朝）                | 正平8年6月 （1353年7月）                | 正平9年？ （1354年？）                | 後村上             | 南軍の京都回復に伴う任官                              |
| 西園寺公重 （南朝）              | （年月日不明）                          | 正平19年7月以降 （1364年7月以降）     | 後村上             |                                                       |
| 久我通相                         | 貞治5年8月29日 （1366年10月4日）        | 應安元年3月21日 （1368年4月8日）      | 後光嚴             |                                                       |
| 二條良基                         | 永德元年7月23日 （1381年8月13日）       | 至徳4年1月8日 （1387年1月28日）       | 後圓融、後小松     | 後小松天皇元服加冠                                    |
| 德大寺實時                       | 明德5年6月5日 （1394年7月3日）          | 應永元年12月25日 （1395年1月16日）    | 後小松             |                                                       |
| 足利義滿                         | 應永元年12月25日 （1395年1月16日）      | 應永2年6月3日 （1395年6月20日）       | 後小松             |                                                       |
| 久我具通                         | 應永2年6月3日 （1395年6月20日）         | 應永3年2月3日 （1396年3月12日）       | 後小松             |                                                       |
| 三條實冬                         | 應永9年8月22日 （1402年9月19日）        | 應永14年2月6日 （1407年3月15日）      | 後小松             |                                                       |
| 德大寺公俊                       | 應永27年閏1月13日 （1420年2月26日）     | 應永27年3月16日 （1420年4月28日）     | 称光               |                                                       |
| 二條持基                         | 永享4年7月25日 （1432年8月21日）        | 永享5年2月26日 （1433年3月17日）      | 後花園             | 後花園天皇元服加冠                                    |
| 一条兼良                         | 文安3年1月29日 （1446年2月24日）        | 宝德2年4月28日 （1450年6月8日）       | 後花園             |                                                       |
| 久我清通                         | 享德元年10月8日 （1452年11月19日）      | 享德2年2月2日 （1453年3月12日）       | 後花園             |                                                       |
| 西園寺公名                       | 享德4年6月6日 （1455年7月20日）         | 康正3年8月28日 （1457年9月16日）      | 後花園             |                                                       |
| 二條持通                         | 長祿2年7月25日 （1458年9月2日）         | 長祿4年6月27日 （1460年7月15日）      | 後花園             |                                                       |
| 近衛房嗣                         | 寬正2年12月25日 （1462年1月25日）       | 寛正3年 （1462年）                    | 後花園             |                                                       |
| 久我通博                         | 文明13年7月26日 （1481年8月21日）       | 文明14年10月7日※ （1482年11月17日）   | 後土御門           |                                                       |
| 鷹司政平                         | 文明17年3月20日 （1485年4月5日）        | 文明17年4月19日 （1485年6月1日）      | 後土御門           |                                                       |
| 近衛政家                         | 長享2年9月17日 （1488年10月21日）       | 延德2年3月2日 （1490年3月22日）       | 後土御門           |                                                       |
| 一條冬良                         | 明應2年1月6日 （1493年1月23日）         | 明應6年7月12日 （1497年8月10日）      | 後土御門           |                                                       |
| 德大寺實淳                       | 永正6年12月19日 （1510年1月28日）       | 永正8年2月19日 （1511年3月11日）      | 後柏原             |                                                       |
| 近衛尚通                         | 永正11年8月12日 （1514年8月31日）       | 永正13年12月27日 （1517年1月19日）    | 後柏原             |                                                       |
| 花山院政長                       | 永正15年5月28日 （1518年7月5日）        | 永正18年3月27日 （1521年5月3日）      | 後柏原             |                                                       |
| 三條實香                         | 天文4年8月28日 （1535年9月25日）        | 天文5年6月25日 （1536年7月13日）      | 後奈良             |                                                       |
| 近衛稙家                         | 天文6年12月21日 （1538年1月21日）       | 天文10年4月29日 （1541年5月24日）     | 後奈良             |                                                       |
| 近衛前久                         | 天正10年2月2日 （1582年2月24日）        | 天正10年5月 （1582年5月）             | 正親町             |                                                       |
| 近衛基熙                         | 寶永6年10月25日 （1709年11月15日）      | 宝永6年12月9日 （1710年1月8日）       | 中御門             |                                                       |
| 近衛家熙                         | 宝永7年12月25日 （1711年2月12日）       | 正德元年7月28日 （1711年9月10日）     | 中御門             | 中御門天皇元服加冠                                    |
| 近衛家久                         | 享保18年1月25日 （1733年3月10日）       | 享保18年12月27日 （1734年1月31日）    | 中御門             |                                                       |
| 一条兼香                         | 延享3年2月28日 （1746年4月18日）        | 寬延4年7月29日 （1751年9月18日）      | 櫻町、桃園         | 儲君（桃園天皇）元服加冠                              |
| 近衛内前                         | 明和5年5月25日 （1768年7月9日）         | 明和7年10月15日 （1770年12月1日）     | 後櫻町             | 皇太子（後桃園天皇）元服加冠                          |
| 近衛内前 （還任）                | 明和8年11月15日 （1771年12月20日）      | 安永7年2月8日 （1778年3月6日）        | 後桃園             |                                                       |
| 九条尚實                         | 安永9年12月25日 （1781年1月23日）       | 天明元年5月20日 （1781年6月11日）     | 光格               | 光格天皇元服加冠                                      |
| 鷹司政通                         | 天保13年8月22日 （1842年9月26日）       | 嘉永元年9月22日 （1848年10月18日）    | 仁孝、孝明         |                                                       |
| 武家政權家督擔任之太政大臣       |                                         |                                       |                    |                                                       |
| 豐臣秀吉                         | 天正13年12月25日 （1586年2月2日）       | 慶長3年8月18日※ （1598年9月18日）     | 後陽成             |                                                       |
| 徳川家康                         | 元和2年3月17日 （1616年5月2日）         | 元和2年4月17日※ （1616年6月1日）      | 後水尾             | 就任太政大臣僅一個月就駕崩                            |
| 徳川秀忠                         | 寬永3年8月18日 （1626年10月8日）        | 寛永9年1月24日※ （1632年3月14日）     | 後水尾、明正       |                                                       |
| 德川家齊                         | 文政10年2月16日 （1827年3月13日）       | 天保12年閏1月30日※ （1841年3月22日）  | 仁孝               |                                                       |
| 明治時代太政官制下的太政大臣     |                                         |                                       |                    |                                                       |
| 三条實美                         | 明治4年7月29日 （1871年9月13日）        | 1885年（明治18年）12月22日            | 明治               | 因内閣制度實施而被廢除 皇室內部事務職能轉移至內大臣府 |